# Caccianemici

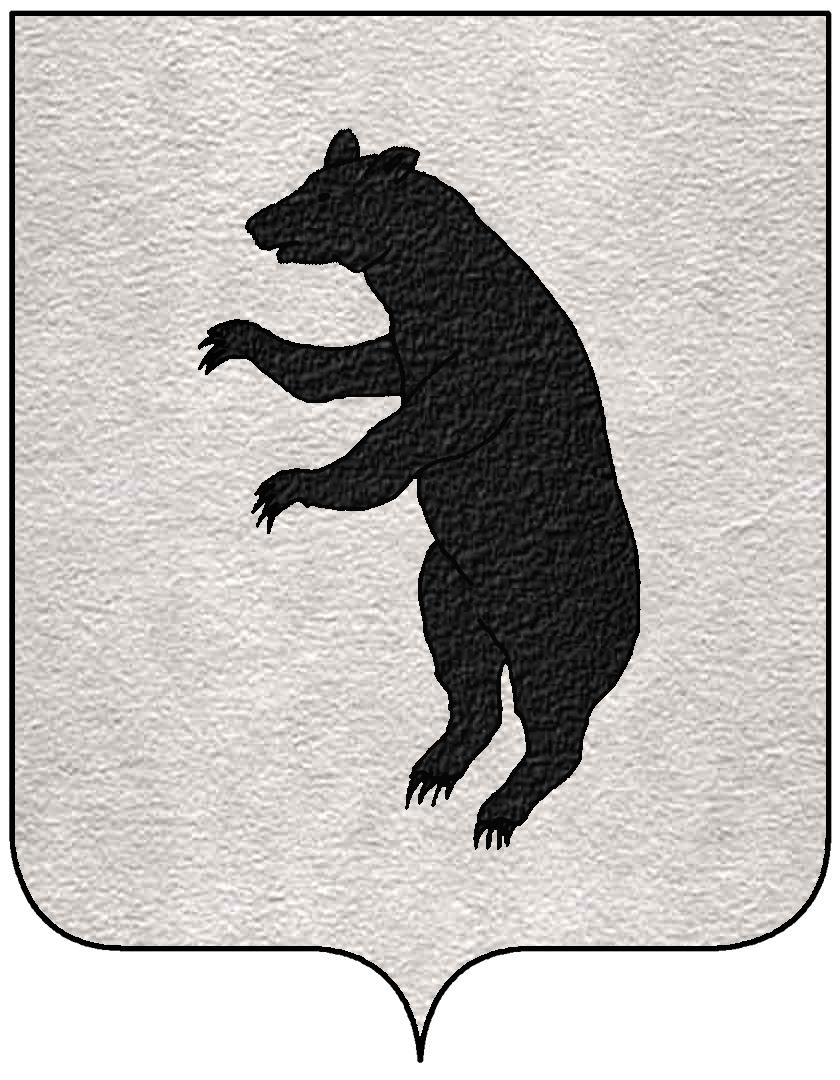
Stemma della famiglia Caccianemici dell'Orso

La famiglia Caccianemici fu un'antica e potente famiglia medioevale emiliana (X secolo) di parte guelfa; due i suoi rami: i Caccianemici dell'Orso ed i Caccianemici Piccoli.

## Storia
La famiglia diede alla Chiesa un papa, Lucio II, consacrato cardinale nel 1122 e papa dal 1144 fino alla sua morte l'anno seguente.
Ancora nel Quattrocento rivestivano una certa importanza in Bologna da essere assunti al rango Senatorio con Cristoforo di Baiaguerra, cavaliere.
Le loro case, molto restaurate, esistono all'inizio di via Foscherari fino all'arco, appunto, dei Caccianemici.